# Louis-Alfred Véron
Louis-Alfred Véron, alias Norton (Port Louis, Mauricio; 10 de mayo de 1850 - Poissy, Francia; 24 de septiembre de 1894) fue un aventurero, estafador y falsificador francés.
En 1893, en complicidad con activistas nacionalistas, fue el autor de falsos documentos diplomáticos británicos, destinados a desacreditar a varios periodistas y políticos franceses, especialmente a Georges Clemenceau, a quien se intentó hacer pasar por agente del Reino Unido.
La importancia del caso Norton procede también de su condición de antecedente inmediato del Caso Dreyfus, con el que coincide en la polarización de la sociedad francesa, y en ciertos paralelismos relativos a documentos falsos, paralelismos esgrimidos por los partidarios del capitán Alfred Dreyfus en su defensa.

## Biografía
Mestizo («mulato») nativo de las Islas Mauricio (entonces asentamiento británico), Louis-Alfred Véron es hijo de William-Alfred Véron (aborigen nativo de Mauricio, al que Norton pretendía originario de Escocia), y de Amelina Olivera, una portuguesa.
Abandona muy joven su isla natal para recorrer el mundo como aventurero, utilizando desde 1869 y repetidamente el alias Norton, que seguramente era el nombre de su padrino.

### Primeras estafas (1878-1888)
Empleado de un banquero de Adén llamado Caswasjel (o Cowajdi) Dunshan, el joven no vacilará en ocultarle cheques y en hacerse pasar por su patrón con el fin de desviar dinero.
El 12 de diciembre de 1877,  contrae matrimonio en Suez con una joven mujer a la que hace creer que es nativo de Argel. El 11 de enero de 1878, mientras la joven pareja está en viaje de novios, Norton es arrestado por orden del cónsul de Francia en Latakia. Es procesado por desvío de fondos, pero el caso queda sin sanción.
Posteriormente llega a Europa, dejando a su esposa encinta en Alejandría.
Pasando por Livorno, Génova y después Marsella, utiliza su paso por estas dos últimas ciudades para cobrar dos cheques de 80 y 100 libras usurpando la identidad de su patrón Caswasjel Dunshan. Arrestado en Marsella, es condenado por falsedad y estafa a un mes de prisión. El 12 de septiembre, repite el mismo procedimiento en Lyon, sede del Crédit Lyonnais, pero es desenmascarado y después condenado a dos años de prisión y a cinco años de alejamiento por el tribunal correccional de Lyon.
Poco tiempo después de su salida de prisión, en 1883, es condenado nuevamente, esta vez por incumplimiento de contrato, en Montpellier. Es condenado a tres años de encarcelamiento, pero solo cumple seis mes. Recobrada la libertad, vuelve pronto en Marsella, donde se instala, con su mujer y su hijo, en el n° 1 de la calle Magenta. Presentándose como consignatario de mercancías, en realidad se dedicaba a espiar reuniones políticas subversivas (de socialistas, anarquistas, bonapartistas o monárquicos) por cuenta de Cazelles, el prefecto de Bouches-du-Rhône.
Retorna de nuevo a Marsella tras su estancia en Gibraltar, donde se desposa de nuevo en 1886 (a pesar de la validez de su matrimonio precedente), esta vez con Jeanne Joséphine Adeline Sadion, una joven mujer originaria de Isère, con la que viaja a Niza y después a Marsella, donde la joven pareja se instala en un alojamiento muy modesto del n° 5 de la calle Fontaine-de Arménie.
En un contexto marcado por escándalos político-financieros (escándalo de las condecoraciones en 1887) y por las crisis políticas (Boulangismo entre 1887 y 1889), Norton intenta sacar provecho ofreciendo a ciertos periódicos documentos presentados como auténticos, implicando a personalidades políticas. Así, en 1888, intenta vender a Le Figaro unos pretendidos papeles diplomáticos comprometedores para el primer ministro italiano, Francesco Crispi. En la misma época, intenta en vano obtener una recompensa de la administración de Montecarlo después de haber «revelado» a esta última un pretendido proyecto de atentado anarquista.

### El asunto Norton (1893)

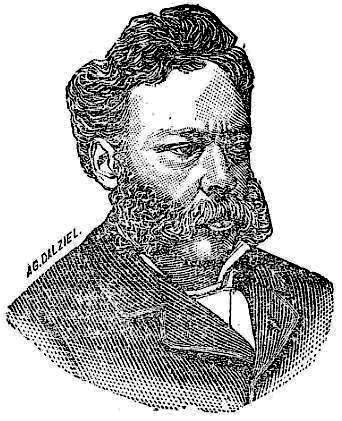
Norton en 1893

#### La preparación de los falsos documentos
A la desesperada, Norton se instala con su esposa en París el 7 de febrero de 1893, alojándose primero en el n° 9 de la calle Poulletier (de donde son expulsados por un dueño racista) y después en el n° 89 de la calle de Reuilly.
Norton se establece en la capital en el momento en el que el escándalo de Panamá está en pleno auge. El estafador decide sacar provecho del clima de corrupción y de la anglofobia latente.
En marzo, pasa de nuevo por Le Figaro y se presenta a Gaston Calmette como intérprete-jurado de la embajada de Gran Bretaña que, movido por su patriotismo (la isla Mauricio había sido francesa) o bien por la voluntad de vengarse de sus jefes, habría sustraído o copiado documentos diplomáticos con revelaciones sobre varios políticos y periodistas franceses. Estos últimos habrían sido corrompidos por medio de fondos secretos a cambio de servicios devueltos al Reino Unido.
Rechazado por la administración de Le Figaro, y también por Arthur Meyer, director del Gaulois, Norton prueba suerte con La Cocarde, una hoja nacionalista entonces dirigida por el boulangista Édouard Ducret. Éste ve la oportunidad de perjudicar a ciertos políticos, y sobre todo a Georges Clemenceau, la «bestia negra» de la Derecha, que igualmente tiene enemigos entre los Republicanos, y que acaba de ser cuestionado por la revelación de sus vínculos con Cornelius Herz, un negociante implicado en el escándalo del Canal de Panamá refugiado en Londres.
Por consiguiente, Ducret acepta la oferta de Norton y lo acoge repetidamente en su casa de campo de Neuilly. Según el testimonio posterior del periodista, habría sido engañado, de buena fe, por el estafador de Mauricio. Esta versión entra en contradicción con la declaración de Norton: el farsante afirmó que Ducret le había hecho redactar los falsos documentos.
Estos diferentes documentos falsificados constituyen un dossier que contiene catorce cartas atribuidas a diplomáticos británicos y, sobre todo, una relación redactada en inglés y firmada «T.-W. Lister» que enumera los sobornos entregados y sus tomadores. Entre los traidores así designados, se encontraba Clemenceau, que habría recibido 20.000 libras, así como Henri Rochefort, que habría cobrado 3.600, o también el exministro Auguste Burdeau y el diputado Henri Maret, además de redactores de Temps, de La Matin y del Journal des débats.
Estos documentos son enviados después a otro boulangista, el diputado Lucien Millevoye. Creyéndose en posesión de pruebas capaces de provocar la caída de Clemenceau, Millevoye previene al director del Petit Journal, Marinoni, que promete 70.000 francos si los documentos son auténticos, y lo discute con el redactor del mismo diario, Ernest Judet. También estaban informados al respecto el ministro de Asuntos Exteriores, Jules Develle, y el ministro del Interior y presidente del consejo, Charles Dupuy.
A cambio de sus servicios, a Norton se le promete un empleo en el Petit Journal, así como una suma de 100.000 francos (destinada a la puesta en valor de una concesión en la ciudad malgache de Diego-Suárez), recibiendo sucesivamente dos cuotas iniciales de 5.000 francos por parte de Millevoye (que se ha hecho prestar esta suma por Marinoni) y del Marqués de Morés. Millevoye le habría prometido igualmente a Norton conseguirle una subvención del Ministerio de Agricultura para la constitución de una sociedad destinada a explotar el aloe como planta textil.

#### Aparición del asunto Norton en el Congreso de los Diputados

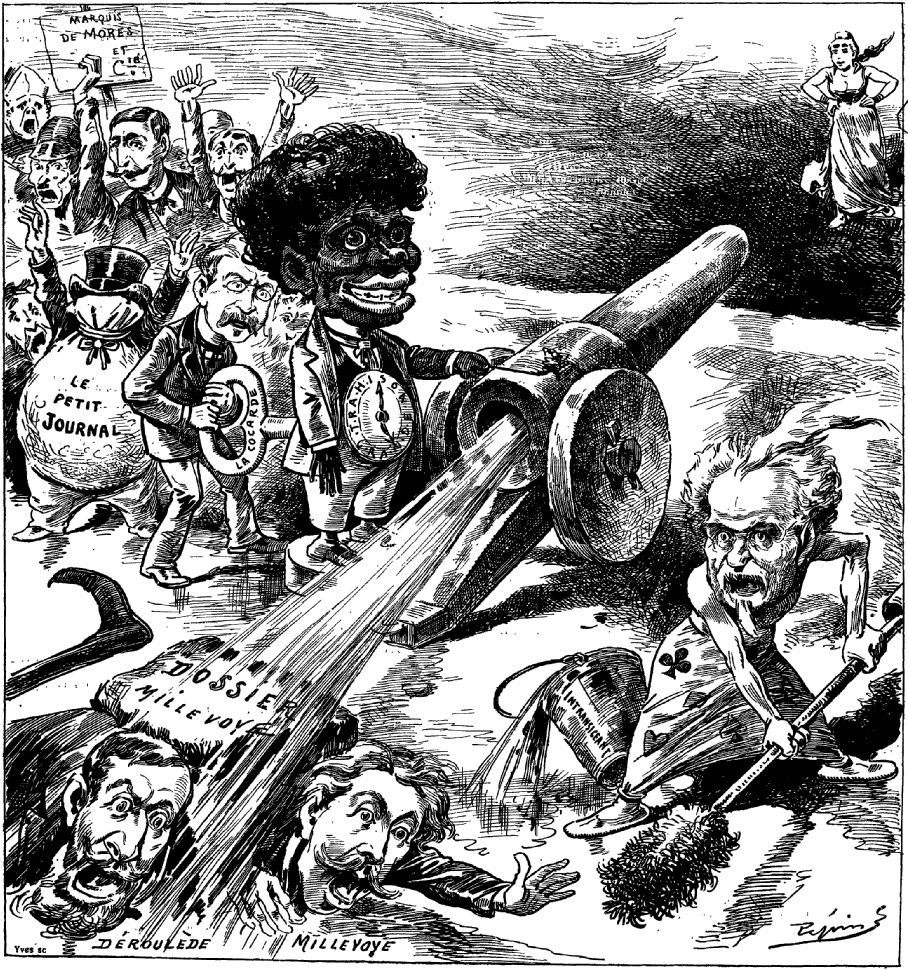
Caricatura de Pépin burlándose de Norton y de sus cómplices boulangistas (Le Grelot, 2 de julio de 1893).

El asunto estalla el 22 de junio de 1893, al día siguiente del anuncio de la publicación de los documentos por La Cocarde, cuando Millevoye, sostenido bajo ciertas condiciones por Paul Déroulède, deposita el «dossier Norton» en un despacho del Congreso de los Diputados y toma la palabra contra Clemenceau.
Orador mediocre «aturdido por el éter» y entorpecido por los gritos de los parlamentarios, Millevoye fracasa lamentablemente en su tentativa de golpe de efecto: va demasiado lejos citando íntegramente los documentos menos creíbles y los que implican a otras personalidades distintas que Clemenceau. Enseguida es abandonado por los dos ministros que debían apoyarle: Develle declara que Millevoye ha sido «víctima de una abominable confusión» después de que la cámara vote, a propuesta del diputado radical Adolphe Maujan, un orden del día en el que se habla de «acabar con las calumnias odiosas y ridículas presentadas a la tribuna».
La presencia en la lista del nombre de su camarada Rochefort divide a los boulangistas, cuyo mejor orador, Déroulède, presenta inmediatamente su dimisión, pronto seguida por la de Millevoye.
Uno de estos diputados nacionalistas, Maurice Barrès, afirmará en lo sucesivo que su colega había caído en una trampa destinada a desacreditar las acusaciones contra Clemenceau. El documento forjado por Norton no era más que un burdo fajo de papeles destinado a «rellenar un dossier», una maniobra de distracción, y que Norton seguía siendo, desde su periodo «marsellés», un agente provocador de la policía. Ernest Judet invocará igualmente la tesis de un engaño directamente capitaneado por Clemenceau desde El Petit Journal del 19 de agosto de 1893.

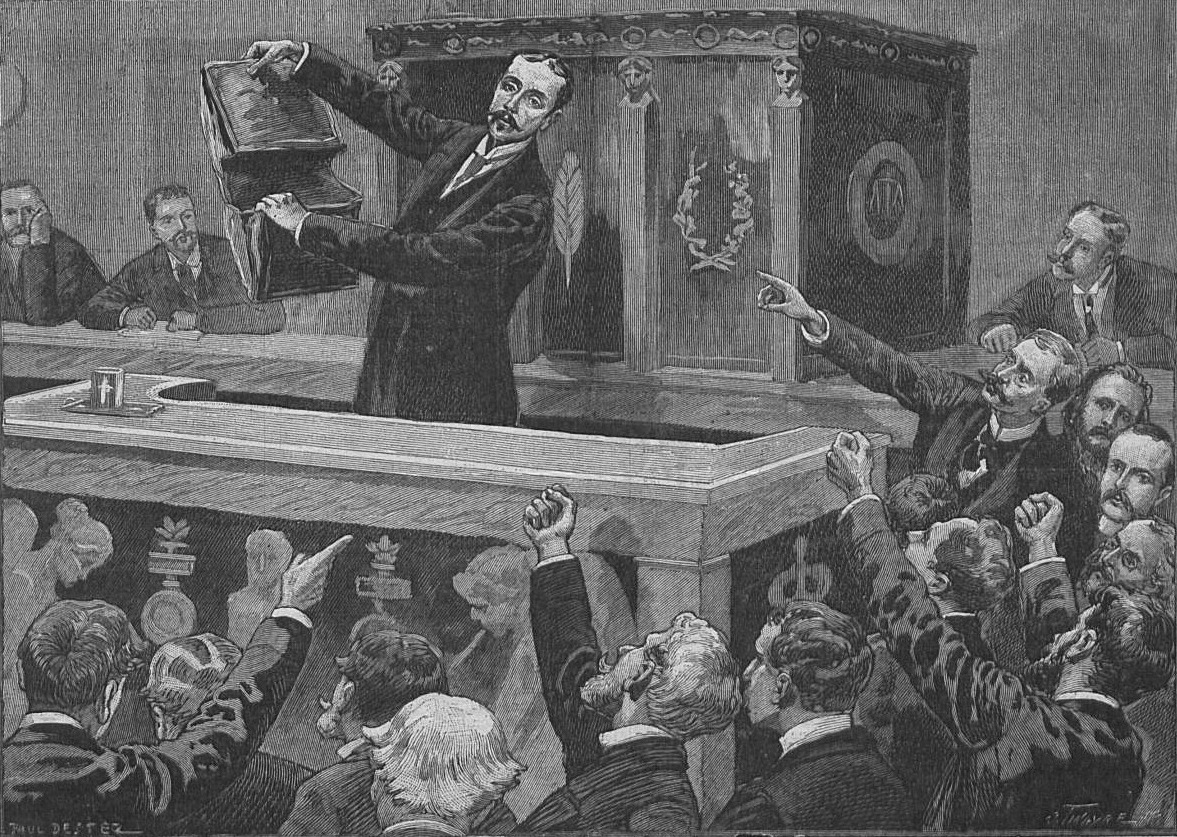
Millevoye en la tribuna del Congreso (grabado del Progrès Illustré).
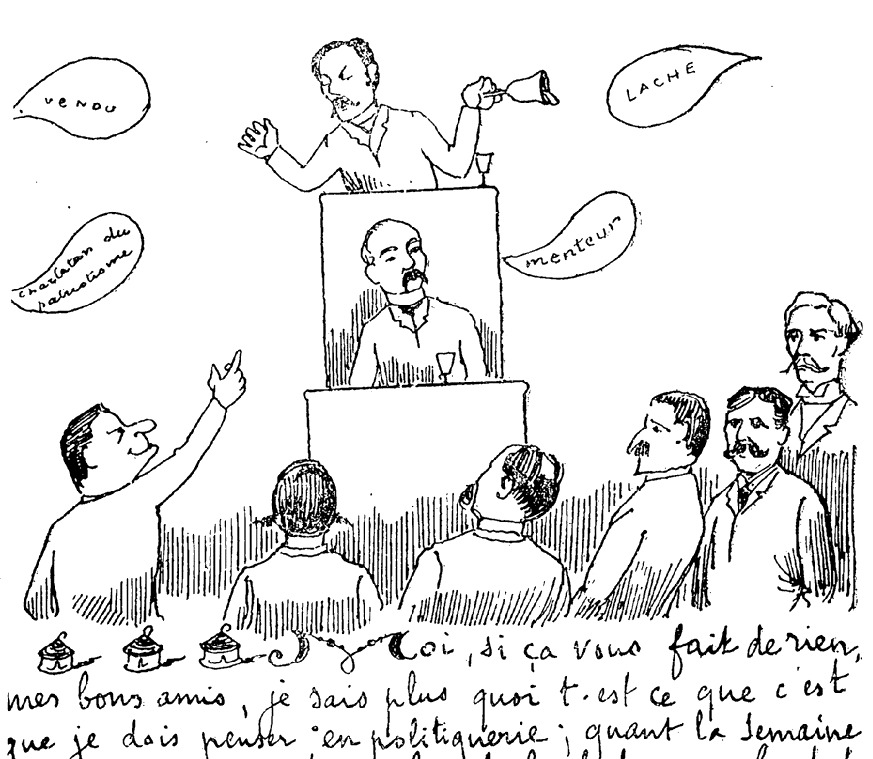
Caricatura publicada en La Lanterne de Boquillon.

#### Proceso y condena

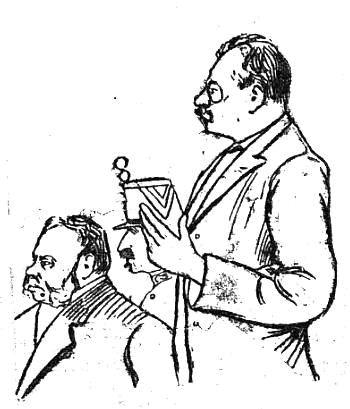
Croquis de audiencia, publicado en La Matin del 6 de agosto, representando a Ducret (arriba) y a Norton (a la izquierda).

Beneficiado de la inmunidad parlamentaria (era todavía diputado en el momento de los hechos denunciados), Millevoye no es importunado, al contrario que Ducret y Norton, acusados después de los delitos de falsificación y de usar un documento falso.
La instrucción posterior del proceso apasiona al público, hasta el punto de que el museo Grévin decide exponer una reconstrucción de una escena con Norton preso en su celda de la Conciergerie.
Norton tiene a Henri-Robert de abogado, mientras que Ducret es defendido por Edgar Demange.
El 6 de agosto, ambos acusados son declarados culpables por la Corte de justicia del Sena: Ducret será condenado a un año de prisión, mientras que Norton recibe una pena más severa, de tres años de prisión (siendo además sancionados con 100 francos de multa cada uno).
Siendo parte civil del proceso, Clemenceau obtiene 1 franco de indemnización por daños y perjuicios.
Desesperado (su esposa ha devuelto los 10.000 francos confiados por Millevoye y Morès antes de hacer una tentativa de suicidio), Louis-Alfred Véron no sobrevive a su encarcelamiento y muere algunos meses más tarde, en septiembre de 1894, en el presidio de Poissy.

#### Consecuencias del asunto Norton
El asunto Norton tiene diferentes consecuencias en las semanas y en los años siguientes.
La primera es el desmantelamiento definitivo del boulangismo, desacreditado y dividido, que desaparece del Congreso después de las elecciones legislativas del 20 de agosto y del 3 de septiembre de 1893.
A pesar de su victoria en los juzgados, Clemenceau se convierte en el blanco de sus adversarios como un agente de Inglaterra y es batido por el abogado marsellés Jourdan, que le arrebata su escaño de diputado por Var durante estas elecciones. Inicia así una travesía del desierto que no finalizará hasta el Asunto Dreyfus, cinco años más tarde.
Durante esta posterior crisis política, varios antiguos aliados de Norton (Millevoye, Judet) se suman al campo antidreyfus. El célebre «falso Henry» será comparado con el documento pergeñado por Norton. En una carta abierta llena de ironía publicada en La Aurore, el dreyfusard Octave Mirbeau recordará en L'Aurore el dossier del «negro Norton» a Millevoye, redactor en jefe del periódico nacionalista La Patrie y ferviente opositor a la revisión procesal de Dreyfus. En el mismo espíritu, los caricaturistas dreyfusards del Sifflet, Henri-Gabriel Ibels y Couturier, representarán repetidamente a Millevoye acompañado de un esqueleto o de un espectro negro.

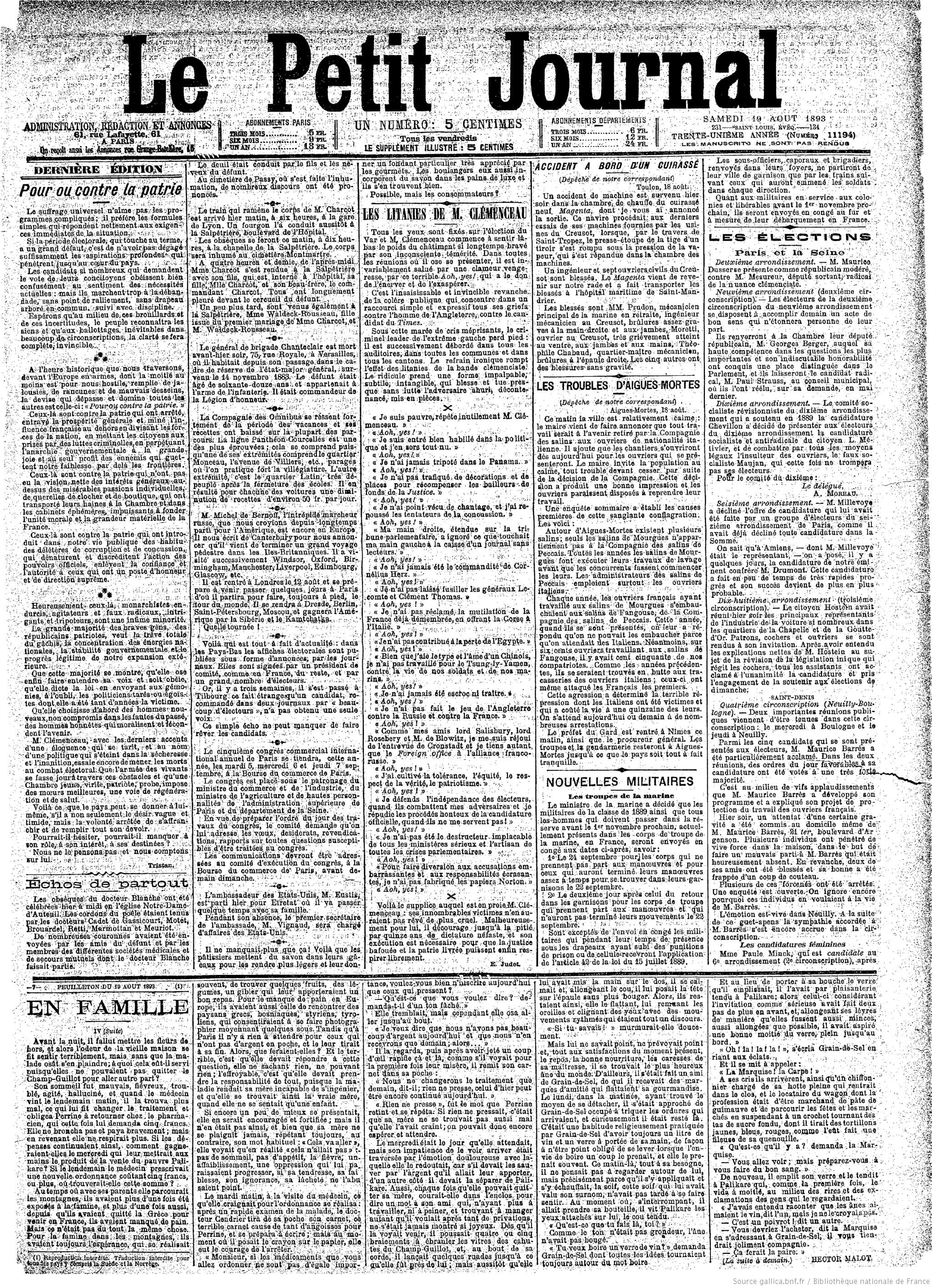
El Petit Journal hacía abiertamente campaña contra Clemenceau. Edición del 19 de agosto de 1893, con un artículo satírico de Judet acusándole de haber «fabricado los papeles Norton» «para distraer acusaciones embarazosas».
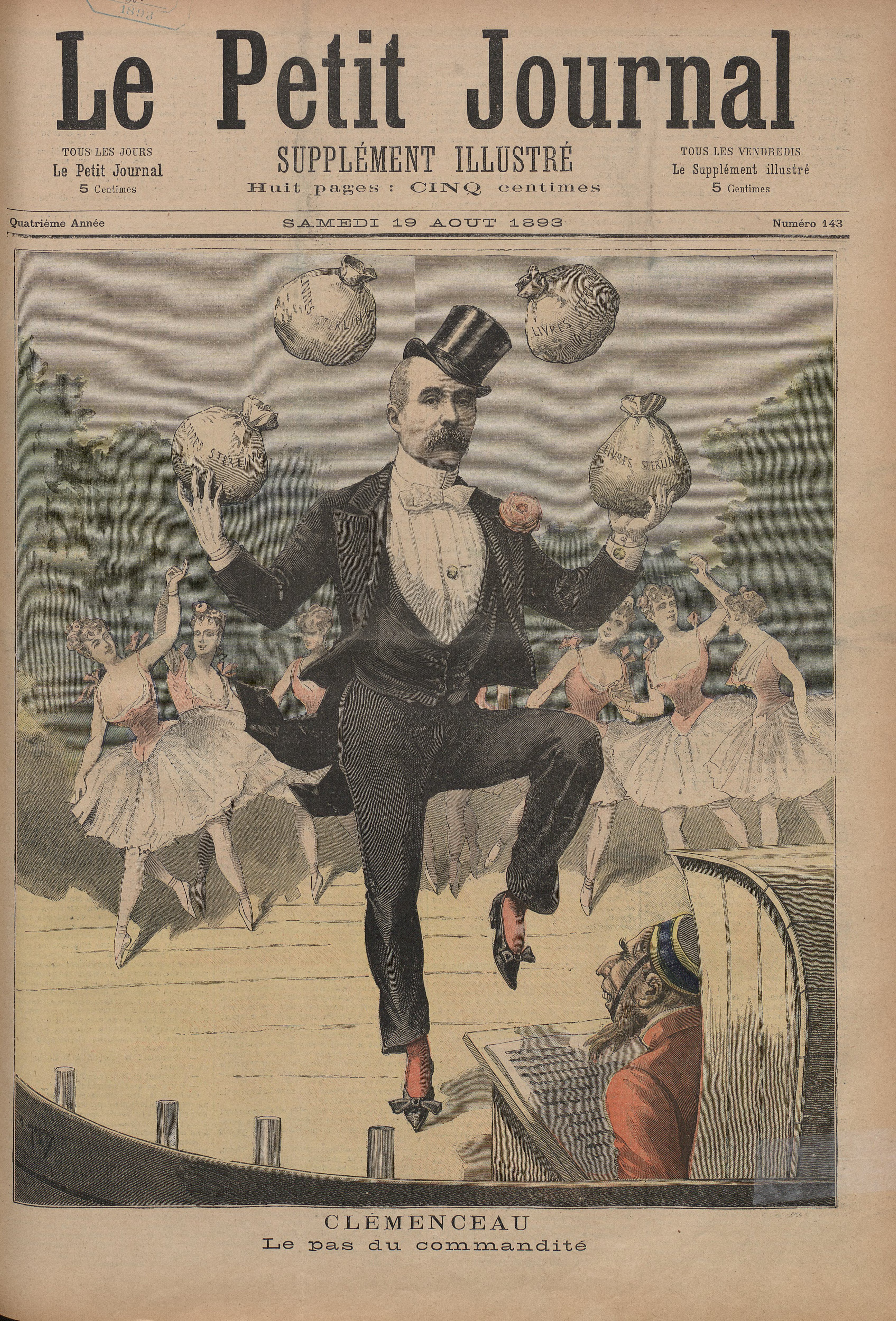
«El paso del socio», caricatura de Clemenceau que figura en un suplemento ilustrado del Petit Journal del 19 de agosto de 1893 (víspera de la primera vuelta de las elecciones legislativas).
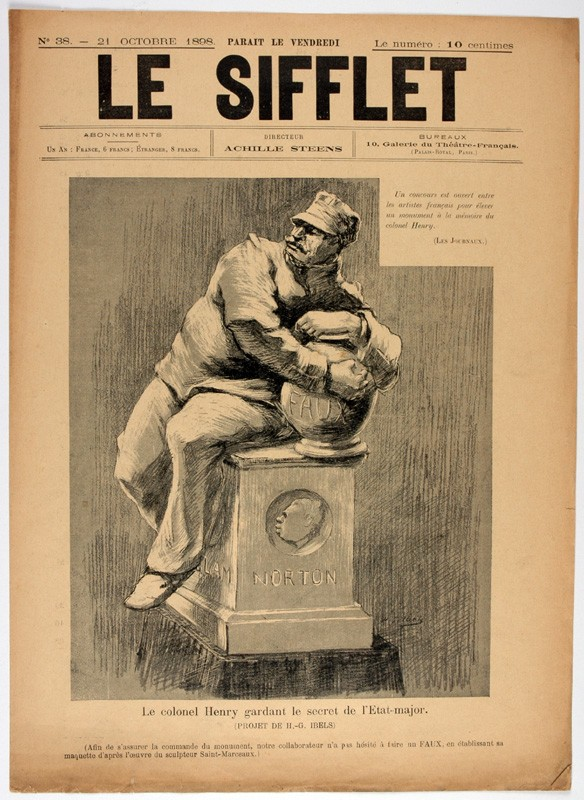
Caricatura dreyfusarde de Ibels, mostrando una estatua (parodia de El Genio que guarda el secreto de la tumba, del escultor René de Saint-Marceaux) erigida al falsificador Henry (1898).
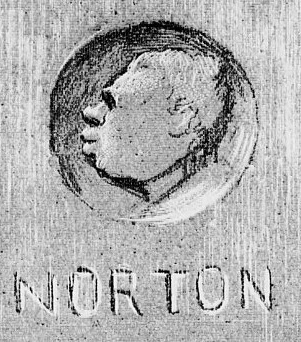
Detalle de la caricatura precedente que muestra el perfil y el nombre de Norton sobre el pedestal.